# Viettesia bicolor
Viettesia bicolor là một loài bướm đêm thuộc phân họ Arctiinae, họ Erebidae.